# Johann Friedrich von Kaufmann
Johann Friedrich Kaufmann (auch: Johann Friedrich von Kaufmann, * 6. Januar 1757 in Ratzeburg; † 18. Dezember 1833 in Hannover) war ein Kurfürstlich Hannoverscher, später Königlich Hannoverscher Jurist, Oberamtmann, Hof-, Kanzlei- und Konsistorialrat sowie Gerichtsschulze (Bürgermeister) der Calenberger Neustadt.

## Leben
Johann Friedrich Kaufmann wurde zur Zeit der Personalunion zwischen Großbritannien und Hannover geboren als Sohn von Johann Dietrich von Kaufmann (1710–1789), der als Oberamtmann zu Ratzeburg laut Diplom vom 5. April 1784 in den Reichsadelsstand erhoben wurde, und der Elisabeth Ulrike Wackerhagen (1719–1795).
1774 war Kaufmann Student der Rechtswissenschaften in Göttingen an der dortigen Universität. 1777 war er als Amtsauditor in Ratzeburg, 1779 in Verden an der Aller tätig. Ab 1780 wirkte er als Amtschreiber zunächst in Wustrow im Wendland, in den Jahren von 1785 bis 1786 dann in Oldenstadt und ab 1786 in Beedenbostel.
Ab 1788 arbeitete Johann Friedrich Kaufmann in Hannover erst als Kammersekretär, ab 1794 dann als Oberamtmann. Als sogenannter „Gerichtsschulze“, quasi in der Funktion eines Bürgermeisters der Calenberger Neustadt, nahm Kaufmann das später so benannte Dachenhausenpalais unter der – späteren – Adresse Calenberger Straße 34 zu seinem Amtssitz, der ihm bis 1814 auch als Wohnung diente.
Um die Jahrhundertwende hatte Kaufmann eine Preisschrift „[...] über die bessere Einrichtung der Gefängnisse“ verfasst, die im Jahr 1801 im 7. Band der Verhandlungen der Hamburgischen Gesellschaft zur Beförderung der Künste und nützlichen Gewerbe abgedruckt wurde.
Unterdessen hatte bereits während der sogenannten „Franzosenzeit“ Kaufmanns Wirken ab 1806 als Hof-, Kanzlei- und Konsistorialrat begonnen.

## Familie
Johann Friedrich von Kaufmann war verheiratet mit Sophie Catharine Amalie geborene Schlemm (1766–1851). Christoph von Kaufmann, August von Kaufmann, der Leibarzt der Königin in Hannover Georg Christian Hermann (1794–1869) und der Verwaltungsjurist Adolf Georg Otto von Kaufmann († 1848) waren ihre Söhne.

## Ehrungen
Johann Friedrich von Kaufmann wurde der Titel eines Ehrendoktors (Dr. jur. h. c.) verliehen.

## Schriften (Auswahl)
- Ueber die Anlage und innere Einrichtung eines allgemeinen Gefangenhauses für Inquisiten während des Prozesses, mit besonderer Rücksicht auf Hamburg. Eine Verhandlung der Hamburgischen Gesellschaft zur Beförderung der Künste und nützlichen Gewerbe. Mit Kupfern; 208 Seiten Text und 5 1/2 Bogen Risse, 1806. Hamburg bey Bohn;
  - Rezension unter dem Titel Criminalpraxis. In: Neue Leipziger Literaturzeitung, 98. Stück, vom 3. August 1807, Sp. 1558–1565; Digitalisat über die  Thüringer Universitäts- und Landesbibliothek Jena (ThULB)